# Georgensgmünd
Georgensgmünd är en kommun och ort i Landkreis Roth i Regierungsbezirk Mittelfranken i förbundslandet Bayern i Tyskland.